# Zhorný
Zhorný je malá vesnice, část obce Křečovice v okrese Benešov. Nachází se 1 km na jih od Křečovic. V roce 2009 zde bylo evidováno 14 adres.
Zhorný leží v katastrálním území Křečovice u Neveklova o výměře 7,43 km².

## Historie
První písemná zmínka o vesnici pochází z roku 1398.
Za druhé světové války se ves stala součástí vojenského cvičiště Zbraní SS Benešov a její obyvatelé se museli 31. prosince 1943 vystěhovat.

## Další fotografie

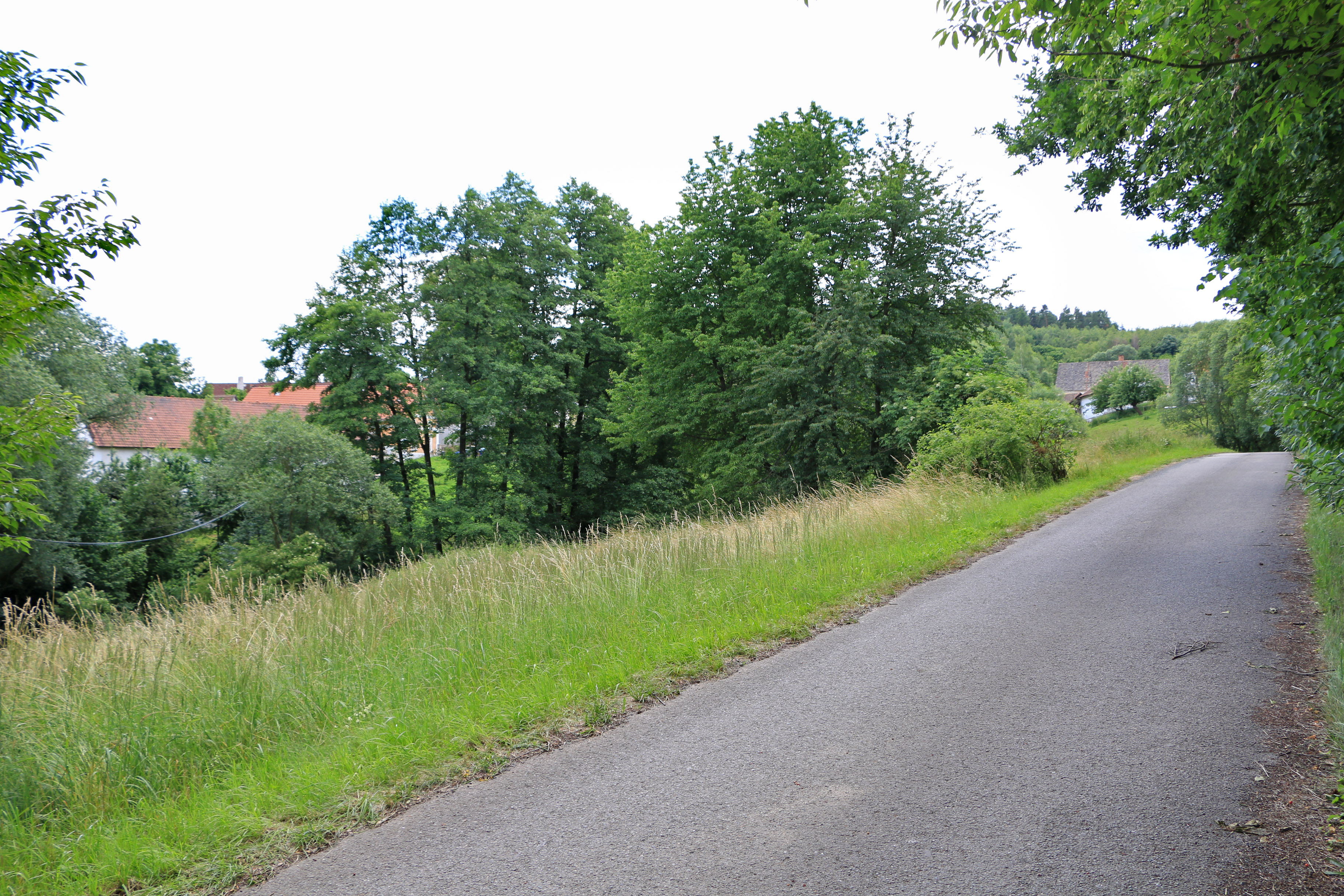
Příjezd k vesnici
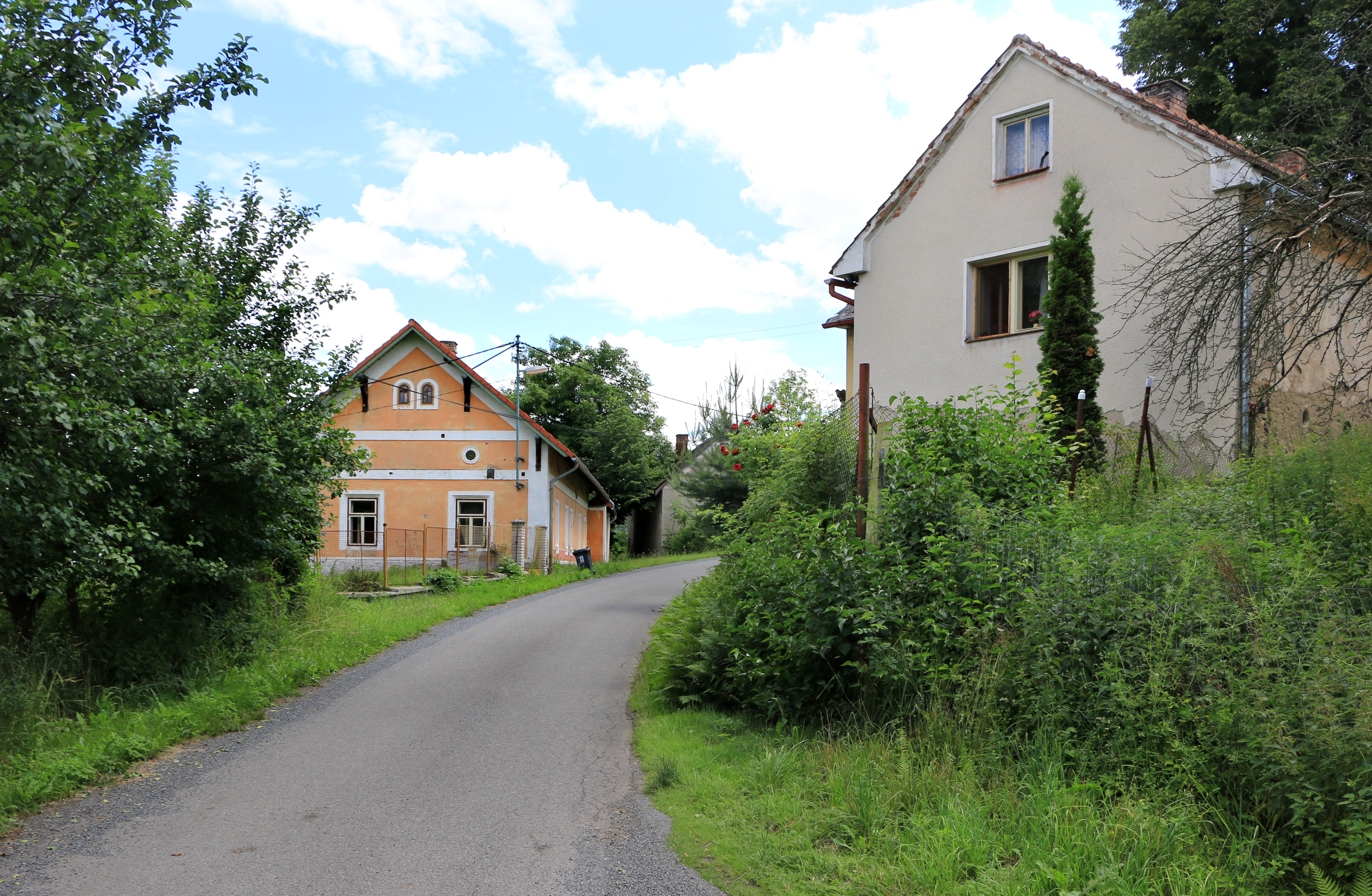
Dům čp. 3
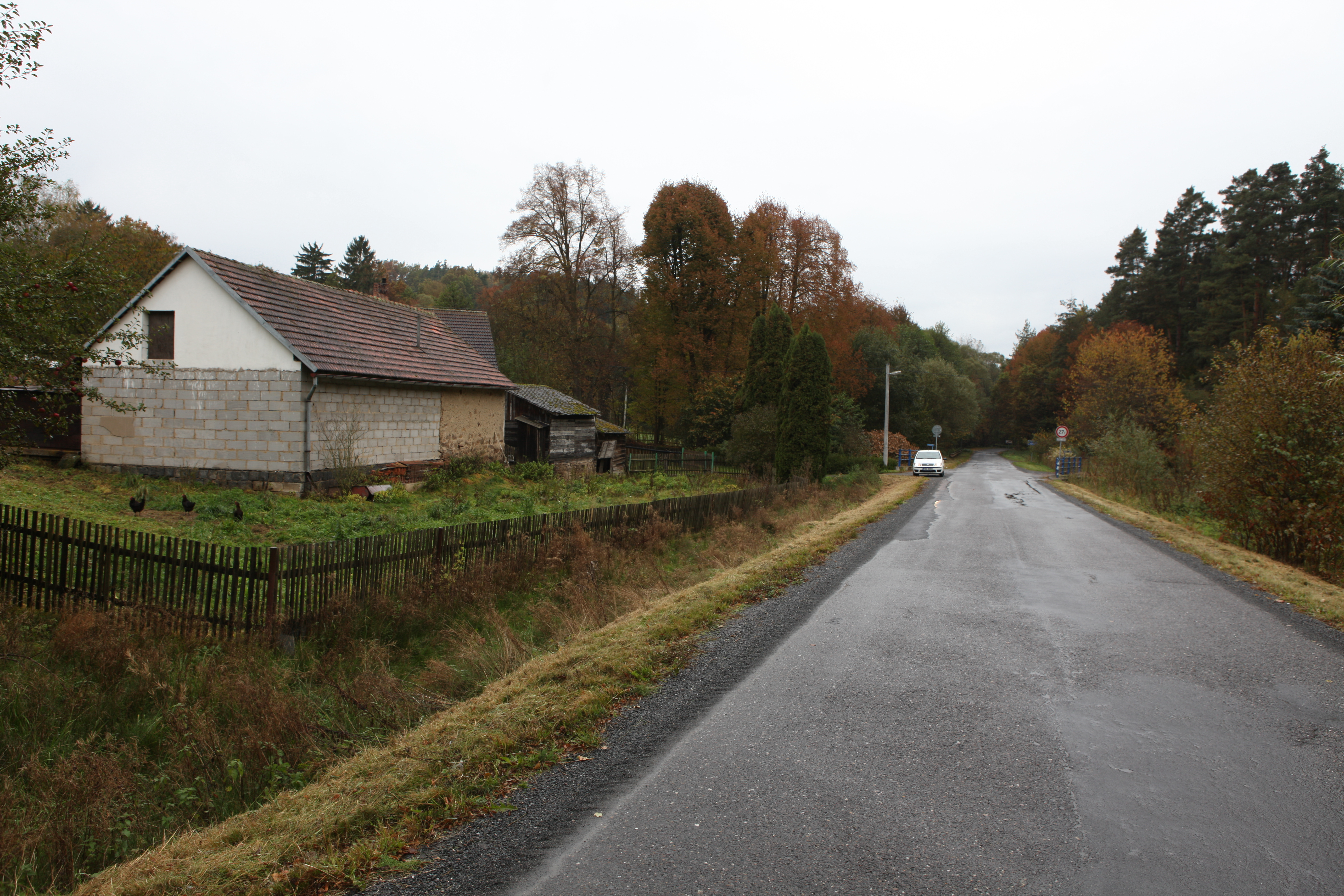
Domy u hlavní silnice
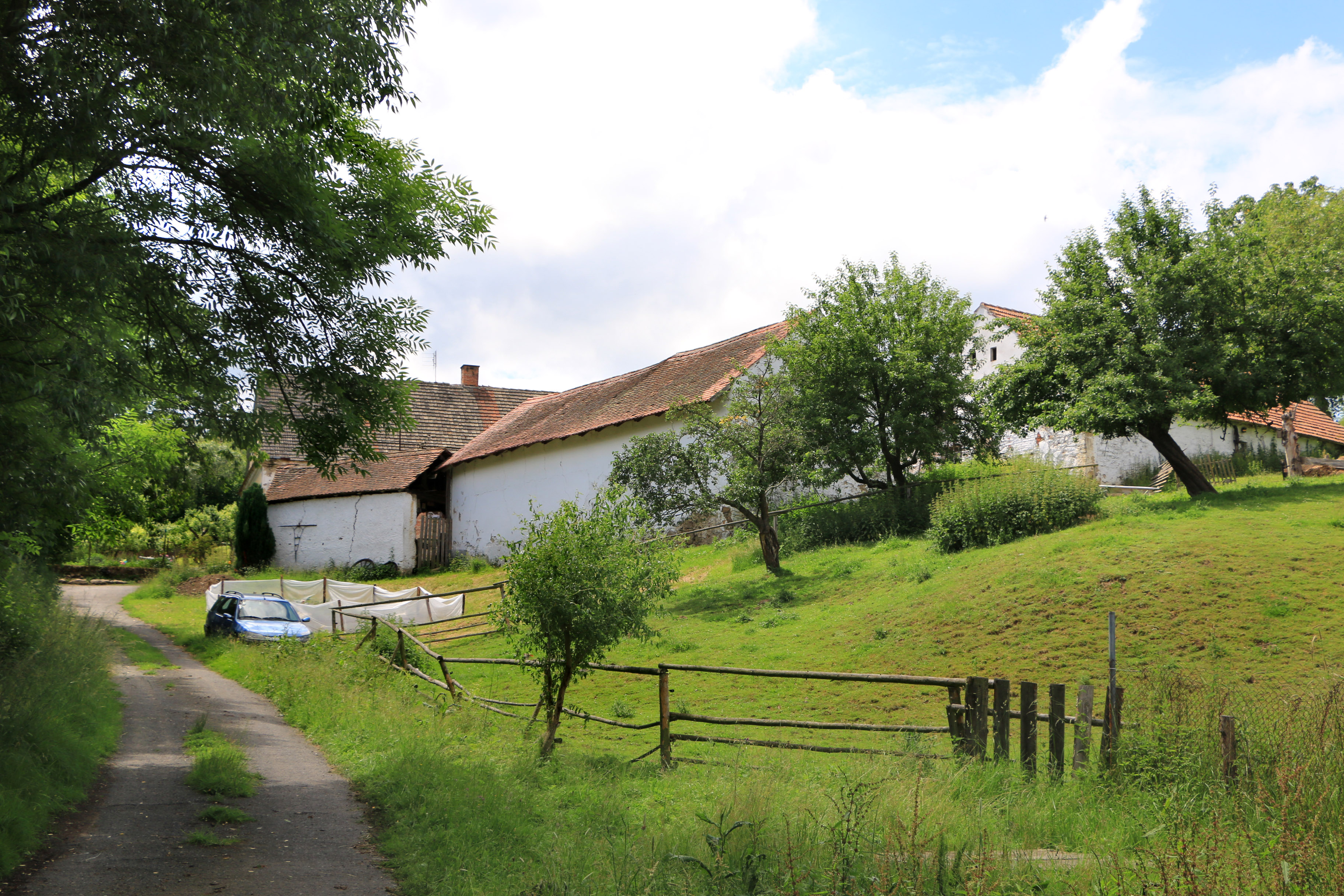
Vedlejší ulice